# ピアノ・マン (アルバム)
ピアノ・マン（Piano Man）は、ビリー・ジョエルが1973年に発表したセカンド・アルバムで、コロムビア・レコードからの第1弾。ビルボード誌のアルバム・チャートで初のチャート・インを果たし、ビリーにとって重要な出世作となった。
本項では、2005年に発表した同名のコンピレーション・アルバム（Piano Man: The Very Best Of Billy Joel）についても記述する。

## 解説
ビリーのソロ・デビュー作『コールド・スプリング・ハーバー〜ピアノの詩人』（1971年）はセールス的に失敗し、初のアメリカ・ツアーも途中で打ち切られたため、ビリー・マーティンという芸名を使い、ロサンゼルスやサンフランシスコでピアノ弾き語りをして生活していた。しかし、1972年4月のフィラデルフィア公演で演奏された「キャプテン・ジャック」のライヴ音源が、同地のFMラジオ局WMMRでオンエアされ、評判となる。そして、1973年にコロムビア・レコードと契約し、ザ・クルセイダーズで活動していたラリー・カールトンやウィルトン・フェルダー等を招き、本作を制作。全米アルバム・チャートで27位に達した。
第1弾シングル「ピアノ・マン」は、弾き語りで生計を立てていた頃の体験を元にした歌で、全米25位に達した。ビリーの代名詞と言える代表曲で、2000年代に至るまで、ライヴの定番曲となった。その後、「悪くはないさ」（全米80位）、「流れ者の祈り」（全米77位）もシングル・カットされた。
2011年11月にデビュー40周年記念盤として、1972年のライブ音源を収録したCDをセットした2枚組が発売された。
2024年2月28日には、アルバム発売50周年とビリーの来日公演を記念して、日本独自企画の『ピアノ・マン 50周年記念デラックス・エディション』（SICP10151～4）が完全生産限定盤として発売された。SACD層に1974年に発表されたクアドラフォニック・ミックス（4chサラウンド・ミックス）、CD層に2chステレオ・ミックスの2023年DSDリマスター音源を収録したSACD/CDマルチ・ハイブリッド盤、デモ音源やライブ音源などのレア音源集（世界初CD化音源を含む）を収録したCD（Blu-spec CD2）、ミュージック・ビデオやライブ映像（世界初DVD化映像を含む）を収録したDVDが同梱されている。

## 収録曲
全曲ビリー・ジョエル作。
1. 流れ者の祈り - "Travelin' Prayer" - 4:14
2. ピアノ・マン - "Piano Man" - 5:38
3. 悪くはないさ - "Ain't No Crime" - 3:19
4. 僕の故郷 - "You're My Home" - 3:13
5. さすらいのビリー・ザ・キッド - "The Ballad of Billy the Kid" - 5:42
6. 陽気な放浪者 - "Worse Comes to Worst" - 3:13
7. ネバダ・コネクション - "Stop in Nevada" - 3:55
8. 愛する言葉に託して - "If I Only Had the Words (To Tell You)" - 3:34
9. 小雨降るパリ - "Somewhere Along the Line" - 3:20
10. キャプテン・ジャック - "Captain Jack" - 7:20

## カヴァー
- 「流れ者の祈り」は、ドリー・パートン『The Grass Is Blue』（1999年）で取り上げられた。
- 「ピアノ・マン」は、ビリー・ジョエルのトリビュート・アルバム『WANNA BE THE PIANO MAN』（2006年）で、Soweluが歌った。
- 日本のバンドSandy Beach Surf Coasterがアルバム『Kids Are All Riot!!』（2008年）で「PIANO MAN 」をカバーしている。
- 日本のピアニストハラミちゃんがアルバム『ハラミ定食 ~Streetpiano Collection~』（2020年）でピアノカバーしている[3]。

## 「キャプテン・ジャック」に関する論争
「キャプテン・ジャック」の歌詞には「君をハイにする」というフレーズがあるが、2000年、ヒラリー・クリントンが上院議員選挙に出馬した際、スピーチ中にこの曲が流されて物議を醸した。本来「ニューヨークの想い」をかけるためにベスト・アルバム『ビリー・ザ・ベスト』が用意されたが、誤って「キャプテン・ジャック」を流してしまったとのこと。対立候補のルドルフ・ジュリアーニは、「クリントンはドラッグを肯定している」と批判し、歌詞を暗唱してみせたが、クリントンのスポークスマンは「ビリー・ジョエルに対するネガティヴな攻撃なんて、有権者に何の恩恵ももたらさない候補者のやること」と反論。ビリー本人は「キャプテン・ジャック」は反ドラッグ・ソングと主張し、ジュリアーニに対して「有権者は多くの重要な問題に直面している。僕が30年前に書いた曲に対する一政治家の解釈が、ニューヨーク州の有権者にとってそんなに重要な問題かい? そうは思わない」とコメントした。

## 参加ミュージシャン
- ビリー・ジョエル - ボーカル、ピアノ、キーボード、ハーモニカ
- ラリー・カールトン - ギター
- ディーン・パークス - ギター
- リチャード・ベネット - ギター
- ウィルトン・フェルダー - ベース、キーボード
- エモリー・ゴーディ - ベース
- ロン・タット - ドラムス
- ライス・クラーク - ドラムス
- エリック・ワイズバーグ - バンジョー
- フレッド・ハイルブラン - バンジョー
- ビリー・アームストロング - ヴァイオリン
- マイケル・オマーティアン - アコーディオン
- ローラ・クリーマー - ボーカル
- マーク・クリーマー - ボーカル
- スーザン・スチュワード - ボーカル

## コンピレーション・アルバム
コンピレーション・アルバムとしては4作目。2006年にはDVD付きで再発された。

### 収録曲
1. あの娘にアタック - "Tell Her About It" - 3:50
2. アップタウン・ガール - "Uptown Girl" - 3:15
3. ドント・アスク・ミー・ホワイ - "Don't Ask Me Why" - 2:56
4. ピアノ・マン - "Piano Man" - 4:34
5. ニューヨークの想い - "New York State of Mind" - 6:02
6. ザ・リヴァー・オブ・ドリームス - "The River of Dreams" - 4:05
7. ロックンロールが最高さ - "It's Still Rock and Roll to Me" - 2:55
8. ハートにファイア - "We Didn't Start the Fire" - 4:29
9. グッドナイト・サイゴン〜英雄達の鎮魂歌 - "Goodnight Saigon" - 7:01
10. マイ・ライフ - "My Life" - 3:51
11. シーズ・オールウェイズ・ア・ウーマン - "She's Always a Woman" - 3:20
12. シーズ・ガット・ア・ウェイ - "She's Got a Way" - 2:59
13. スカンジナヴィアン・スカイ - "Scandinavian Skies" - 5:57
14. イノセント・マン - "An Innocent Man" - 5:18
15. ムーヴィン・アウト - "Movin' Out (Anthony's Song)" - 3:29
16. 若死にするのは善人だけ - "Only the Good Die Young" - 3:53
17. ストレンジャー（日本盤のみ収録） - "The Stranger" - 5:10
18. オネスティ - "Honesty" - 3:49
19. 素顔のままで - "Just the Way You Are" - 3:20